# Leighton Baines
Leighton John Baines, född 11 december 1984 i Kirkby, är en engelsk före detta fotbollsspelare.
Baines började sin karriär i Liverpool FC Centre of Exellence, efter intresse från Wolverhampton Wanderers FC och Wigan Athletic skrev han slutligen på för Wigan. 2002 debuterade han för A-laget och spelade där till 2007 då han skrev på för Everton FC där spelade resten av sin karriär.
Den 12 maj 2014 blev Baines uttagen i Englands trupp till fotbolls-VM 2014 av förbundskaptenen Roy Hodgson.
Den 26 juli 2020 meddelade han att han lägger av med fotbollen.